# Bekhend

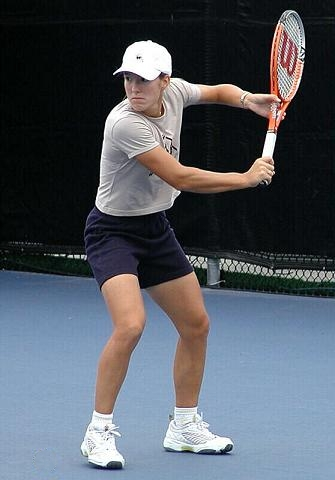
Justine Henin wykonująca uderzenie bekhendowe

Bekhend (od ang. backhand, grzbiet ręki) – termin sportowy oznaczający uderzenie rakietą lub kijem w taki sposób, że w kierunku uderzenia skierowany jest grzbiet ręki. Zagrania takie spotykane są m.in. w tenisie, tenisie stołowym, speed-ballu, badmintonie i hokeju. W tenisie jest to uderzenie z lewej strony zewnętrzną stroną rakiety przez zawodników praworęcznych; u osób leworęcznych uderzenie z prawej strony.
W tenisie ziemnym, w czasie wykonywania bekhendu, ręka dominująca gracza ciągnie rakietę. Wynika stąd brak takiej siły i regularności jak przy forehandzie, gdzie rakieta jest pchana. Aby temu zaradzić, wielu graczy wykonuje bekhend oburęczny.
Przy bekhendzie oburęcznym lewa ręka trzyma rączkę rakiety chwytem wschodnim forehandowym (na górze rączki), natomiast prawa ręka chwytem uniwersalnym lub wschodnim bekhendowym (poniżej lewej). Przy wykonywaniu bekhendu zawodnik ustawiony jest bocznie z prawą nogą z przodu. Przed wykonaniem uderzenia ciężar ciała spoczywa na nodze lewej, co zmienia się wraz z wykonaniem bekhendu. Przed odbiciem tułów ustawiony jest bokiem – nastąpił skręt. Po wykonaniu uderzenia rakieta prowadzona jest za plecy. W momencie kontaktu rakiety z piłką tenisową płaszczyzna rakiety ułożona jest równolegle do siatki.